# Velventós
Velventós är en ort i Grekland.   Den ligger i prefekturen Nomós Kozánis och regionen Västra Makedonien, i den norra delen av landet, 290 km nordväst om huvudstaden Aten. Velventós ligger 504 meter över havet och antalet invånare är 3 378.
Terrängen runt Velventós är kuperad åt sydväst, men åt nordost är den bergig. Runt Velventós är det ganska glesbefolkat, med 26 invånare per kvadratkilometer. Närmaste större samhälle är Sérvia, 10,8 km sydväst om Velventós. I omgivningarna runt Velventós växer i huvudsak blandskog.